# Apochthonius coecus
Espèce
Synonymes
- Chthonius coecus Packard, 1884

Apochthonius coecus est une espèce de pseudoscorpions de la famille des Chthoniidae.

## Distribution
Cette espèce est endémique de Virginie aux États-Unis. Elle se rencontre dans la grotte Weyers Cave dans le comté d'Augusta.

## Description
L'holotype mesure 1,5 mm.
Ce pseudoscorpion est anophthalme.

## Publication originale
- Packard, 1884 : New cave arachnids. American Naturalist, vol. 18, p. 202-204 (texte intégral).